# Lista de chefes de Estado da Grécia
Esta é uma lista dos chefes de estado da Grécia, a partir do reconhecimento internacional da autonomia do moderno Estado-nação em 1828, durante as últimas fases da Guerra da Independência Grega, até os dias atuais.

## Primeira República Helênica(1828-1832)
| Governador              | Imagem | Existência | Mandato                                     | Notas                                         |
| ----------------------- | ------ | ---------- | ------------------------------------------- | --------------------------------------------- |
| Ioannis Kapodistrias    |        | 1776–1831  | 24 de Janeiro de 1828- 9 de Outubro de 1831 | Assassinado em 1831.                          |
| Augustinos Kapodistrias |        | 1778–1857  | 9 de Outubro de 1831- 9 de Abril de 1832    | Presidente da Comissão Provisória do Governo. |

Após o assassinato de Ioannis Kapodistrias o país mergulhou no caos e na anarquia. Na sequência da renuncia de Augustinos Kapodistrias, uma série de conselhos administrativos coletivos foram estabelecidos, mas sua autoridade foi muitas vezes apenas nominal
| Conselho de Governadores | Existência | Mandato                                      | Notas |
| --- | ---------- | -------------------------------------------- | ----- |
| Theodoros Kolokotronis, Andreas Zaimis, Ioannis Kolettis, Andreas Metaxas, Vasilios Boudouris                                                                                                  |            | 9 de Abril de 1832- 14 de Abril de 1832      |       |
| Georgios Kountouriotis, Ioannis Kolettis, Andreas Metaxas, Andreas Zaimis, Dimitrios Plapoutas, Dimitrios Ypsilantis (d.17 de Agossto de 1832), Konstantinos Botsaris (de 25 de Abril de 1832) |            | 14 de Abril de 1832- 3 de Outubro de 1832    |       |
| Andreas Zaimis, Andreas Metaxas, Ioannis Kolettis |            | 3 de Outubro de 1832- 6 de Fevereiro de 1833 |       |

## Reino da Grécia(1832-1924)

### Casa de Wittelsbach(1832-1862)
| Rei                  | Imagem | Existência | Mandato                                       | Notas |
| -------------------- | ------ | ---------- | --------------------------------------------- | --- |
| Oto                  |        | 1815–1867  | 6 de Fevereiro de 1833- 23 de Outubro de 1862 | Até 13 de junho de 1835 com um conselho de regência composto pelos ministros Josef Ludwig von Armansperg (presidente), Karl von Abel e Georg Ludwig von Maurer. Deposto em 1862. |
| Conselho de regência |        |            | 23 de Outubro de 1862- 30 de Março de 1863    | Regência Coletiva até à eleição de um novo rei. |

### Casa de Eslésvico-Holsácia-Sonderburgo-Glucksburgo(1863-1924)
| Rei           | Imagem | Existência | Mandato                                    | Notas                                                                        |
| ------------- | ------ | ---------- | ------------------------------------------ | ---------------------------------------------------------------------------- |
| Jorge I       |        | 1845–1913  | 30 de Outubro de 1863- 18 de Março de 1913 | Assassinado em 1913.                                                         |
| Constantino I |        | 1868–1923  | 18 de Março de 1913- 11 de Junho de 1917   | Foi para o exílio em 1917 e abdicou em favor de seu segundo filho Alexandre. |
| Alexandre     |        | 1893–1920  | 11 de Junho de 1917- 25 de Outubro de 1920 | Falecido durante o mandato.                                                  |

Após a morte de Alexandre a sucessão mostrou-se problemática, como os  venizelista do governo no início favorecendo o irmão mais jovem de Alexandre   Paulo. Como Paulo se recusou a passar por  seu pai Constantino e seu  irmão mais velho George, o governo em seu conjunto atuou como chefe de Estado até a eleição de Kountouriotis almirante como regente.
| Regente                        | Imagem | Existência | Mandato                                        | Notas                                              |
| ------------------------------ | ------ | ---------- | ---------------------------------------------- | -------------------------------------------------- |
| Almirante Pavlos Kountouriotis |        | 1855–1935  | 28 de Outubro de 1920- 17 de Novembro de 1920  | Renunciou após derrota eleitoral dos Venizelistas. |
| Rainha Mãe Olga                |        | 1851–1926  | 17 de Novembro de 1920- 19 de Dezembro de 1920 |                                                    |

O novo governo realizou um  plebiscito, que resultou em uma esmagadora maioria para o retorno do rei Constantino I.
| Rei           | Imagem | Existência | Mandato                                        | Notas                                                              |
| ------------- | ------ | ---------- | ---------------------------------------------- | ------------------------------------------------------------------ |
| Constantino I |        | 1868–1923  | 19 de Dezembro de 1920- 27 de Setembro de 1922 | Abdicou novamente em 1922 após o Desastre na Ásia Menor .          |
| Jorge II      |        | 1890–1947  | 27 de Setembro de 1922- 25 de Março de 1924    | Exilado em 19 de Dezembro de 1923, deposto em 25 de março de 1924. |

O Almirante Kountouriotis tornou-se regente pela segunda vez de 19 de dezembro de 1923 até 24 de março de 1924. No dia seguinte, o parlamento declarou o país uma república e Kountouriotis tornou-se presidente provisório .

## Segunda República Helênica(1924-1935)
| Presidente                     | Imagem | Existência | Mandato                                       | Notas                                                                                      |
| ------------------------------ | ------ | ---------- | --------------------------------------------- | ------------------------------------------------------------------------------------------ |
| Almirante Pavlos Kountouriotis |        | 1855–1935  | 25 de Março de 1924- 15 de Março de 1926      | Eleito pelo Parlamento, renunciou durante a ditadura de General Pangalos.                  |
| General Theodoros Pangalos     |        | 1878–1952  | 15 de Março de 1926- 22 de Agosto de 1926     | Ditador militar, auto-nomeado presidente, derrubado pelo ministro Georgios Kondylis.       |
| Almirante Pavlos Kountouriotis |        | 1855–1935  | 24 de Agosto de 1926- 9 de Dezembro de 1929   | Restaurado ao cargo por Kondylis, reeleito em 1929, renunciou devido a problemas de saúde. |
| Alexandros Zaimis              |        | 1855–1936  | 10 de Dezembro de 1929- 10 de Outubro de 1935 | Derrubado por golpe militar.                                                               |

## Reino da Grécia(1935-1973)
| Regente           | Imagem | Existência | Mandato                                       | Notas                                                                            |
| ----------------- | ------ | ---------- | --------------------------------------------- | -------------------------------------------------------------------------------- |
| Georgios Kondylis |        | 1879–1936  | 10 de Outubro de 1935- 25 de Novembro de 1935 | Designou a si mesmo como Regente enquanto se aguarda o retorno de Rei George II. |

### Casa de Eslésvico-Holsácia-Sonderburgo-Glucksburgo(1935-1973)
| Rei            | Imagem | Existência | Mandato                                    | Notas |
| -------------- | ------ | ---------- | ------------------------------------------ | --- |
| Jorge II       |        | 1890–1947  | 25 de Novembro de 1935- 1 de Abril de 1947 | Fugiu do país em maio de 1941 durante a invasão alemã. Após a libertação e antes de seu retorno o Arcebispo Damaskinos de Atenas foi Regente de 31 de dezembro de 1944 até 27 de setembro de 1946. Morreu sem filhos e foi sucedido por seu irmão mais novo Paulo. |
| Paulo          |        | 1901–1964  | 1 de Abril de 1947- 6 de Março de 1964     | Sucedido por seu filho Constantino. |
| Constantino II |        | 1940-2023  | 6 de Março de 1964- 1 de Junho de 1973     | Foi para o exílio em 13 de Dezembro 1967, após um contra-golpe fracassado contra o regime militar dominante desde 21 de abril de 1967. |

## Ditadura Militar(1967-1974)
O regime dos coronéis foi criado em um golpe militar, liderado pelo Coronel Georgios Papadopoulos em 21 de abril de 1967. Quando o Rei Constantino II foi para o exílio em 13 de Dezembro, o seu papel constitucional foi assumido por regentes nomeado pela junta militar.
| Regente                       | Imagem | Existência | Mandato                                     | Notas |
| ----------------------------- | ------ | ---------- | ------------------------------------------- | ----- |
| General Georgios Zoitakis     |        | 1910–1996  | 13 de Dezembro de 1967- 21 de Março de 1972 |       |
| Coronel Georgios Papadopoulos |        | 1919–1999  | 21 de Março de 1972- 31 de Maio de 1973     |       |

Em 1 de junho de 1973 a junta militar aboliu a monarquia ea substituiu por uma república presidencial.
| Presidente                    | Imagem | Existência | Mandato                                        | Notas |
| ----------------------------- | ------ | ---------- | ---------------------------------------------- | --- |
| Coronel Georgios Papadopoulos |        | 1919–1999  | 1 de Junho de 1973- 24 de Novembro de 1973     | |
| General Phaedon Gizikis       |        | 1917–1999  | 25 de Novembro de 1973- 17 de Dezembro de 1974 | nomeado após um golpe de Estado liderado pelo brigadeiro Dimitrios Ioannides, permaneceu Presidente transitório após a queda do regime. |

## Terceira República Helênica(desde 1974)
Em 1974, a junta militar foi derrubada e a democracia restaurada. O segundo  referendo, realizado em 8 de dezembro de 1974, confirmou a abolição da monarquia e o estabelecimento da atual república parlamentar, com o  Presidente da República  como o chefe de Estado.
| Presidente                  | Imagem | Existência | Mandato                                     | Notas |
| --------------------------- | ------ | ---------- | ------------------------------------------- | --- |
| Michail Stasinopoulos       |        | 1903–2002  | 18 de Dezembro de 1974- 19 de Junho de 1975 | Primeiro Presidente (pro tempore). Eleito pelo Parlamento com 206 votos |
| Konstantinos Tsatsos        |        | 1899–1987  | 20 de Junho de 1975- 15 de Maio de 1980     | Segundo Presidente Apoiado pelo partido Nova Democracia , eleito pelo parlamento com 210 votos                                                                                           |
| Konstantinos Karamanlis     |        | 1907–1998  | 15 de Maio de 1980- 10 de Março de 1985     | Terceiro Presidente (primeiro mandato) Apoiado pelo partido Nova Democracia , eleito pelo parlamento com 183 votos na terceira votação                                                   |
| Ioannis Alevras             |        | 1912–1995  | 10 de Março de 1985- 30 de Março de 1985    | Presidente do Parlamento exercendo funções de presidente pro tempore |
| Christos Sartzetakis        |        | 1929–2022  | 30 de Março de 1985- 4 de Maio de 1990      | Quarto Presidente Apoiado pelo partido PASOK , eleito pelo parlamento com 180 votos na terceira votação                                                                                  |
| Konstantinos Karamanlis     |        | 1907–1998  | 5 de Maio de 1990- 10 de Março de 1995      | Quinto Presidente (segundo mandato) Apoiado pelo partido Nova Democracia , eleito pelo parlamento com 153 votos na quinta votação                                                        |
| Konstantinos Stephanopoulos |        | 1926–2016  | 10 de Março de 1995- 12 de Março de 2005    | Sexto Presidente (dois mandatos) Apoiado pelos partidos Primavera Política e PASOK, eleito pelo parlamento com 181 votos na terceira votação. Reeleito com 269 votos na primeira votação |
| Karolos Papoulias           |        | 1929–2021  | 12 de Março de 2005- 15 de Março de 2015    | Setimo Presidente (dois mandatos) Apoiado pelos partidos Nova Democracia e PASOK, eleito pelo parlamento, com 279 votos na primeira votação. Reeleito com 266 votos na primeira votação  |
| Prokópis Pavlópoulos        |        | 1950–      | 15 de Março de 2015- 15 de Março de 2020    | Oitavo Presidente Apoiado pelos partidos SYRIZA e Nova Democracia, eleito pelo parlamento com 233 votos                                                                                  |
| Katerina Sakellaropoulou    |        | 1956–      | 13 de Março de 2020- 13 de Março de 2025    | Nona Presidente Eleita pelo Parlamento. Sakellaropoulou é a primeira mulher a ocupar o cargo de Presidente da Grécia.                                                                    |
| Konstantinos Tasoulas       |        | 1959–      | 13 de Março de 2025- incumbente             | |

## Ver Também
- Política da Grécia
- Lista de primeiros-ministros da Grécia

## Ligações Externas
- List of Greek heads of state and government
- The President of the Hellenic Republic
- Greek Royal Family